# Muhyiddin Mansur Shah di Kedah
Paduka Sri Sultan Muhi ud-din Mansur Shah ibni al-Marhum Sultan Rizal ud-din Muhammad Shah (... – Kota Sena, 4 gennaio 1662) è stato sultano di Kedah dal 1652 al 1662.
Venne educato privatamente.
Il 4 ottobre 1652 venne proclamato sultano. Il 6 aprile 1653 incaricò il suo gabinetto di costruire una città chiamata Kota Sena. Il 24 febbraio 1655, quando fu pronta, lui, i suoi parenti e il ministro Jemaah vi si trasferirono. Accettò la sovranità siamese e nel settembre del 1660 inviò il primo bunga mas.
Si sposò ed ebbe due figli, un maschio e una femmina.
Morì all'Istana Baginda di Kota Sena il 4 gennaio 1662 per malattia e fu sepolto nel cimitero reale della stessa città.